# Picos (Capo Verde)
Picos è una cittadina di Capo Verde, capoluogo della contea di São Salvador do Mundo.